# Schloss Winkl (Taufkirchen)

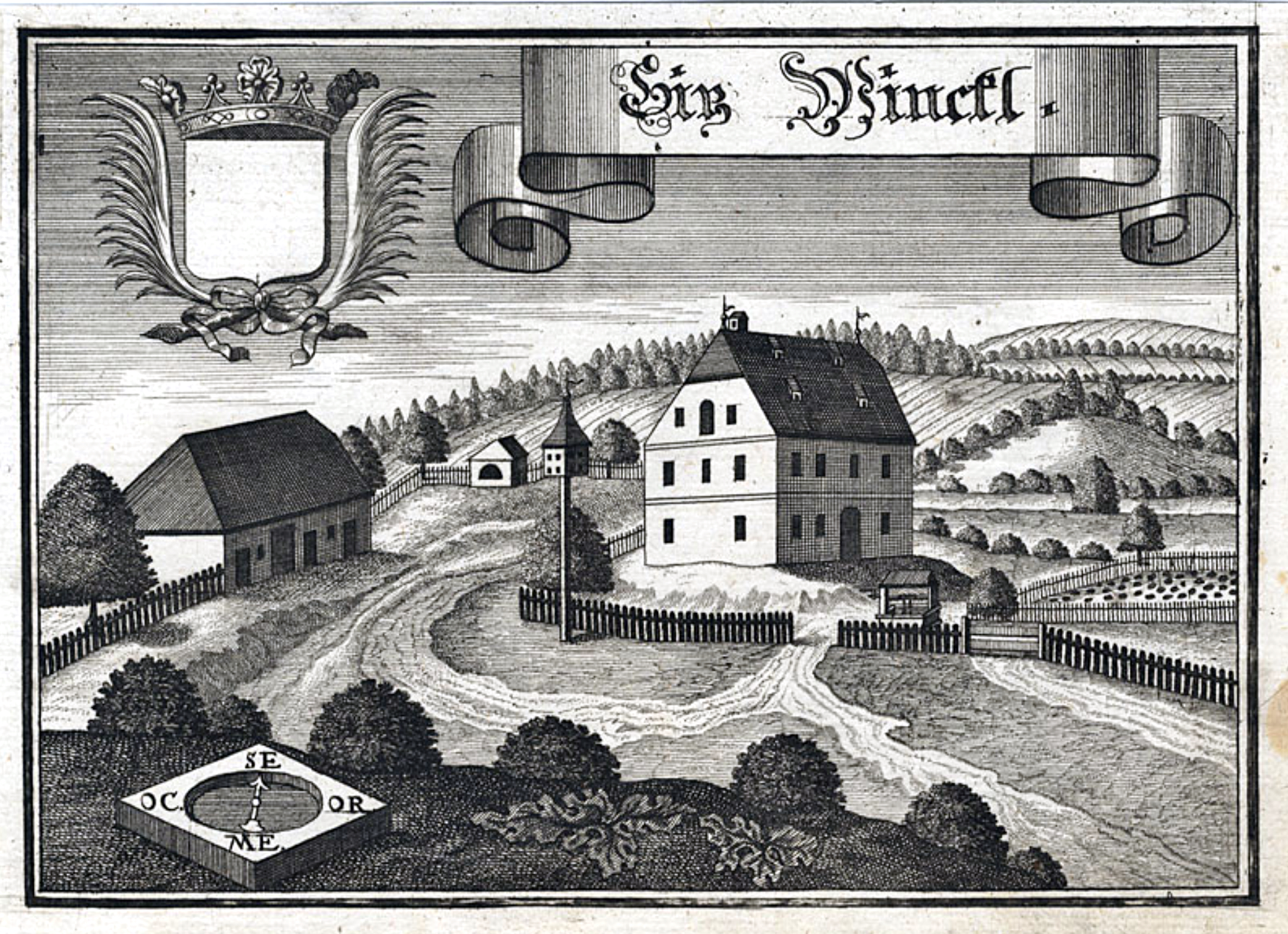
Edelsitz Winkl, Kupferstich von Michael Wening um 1720

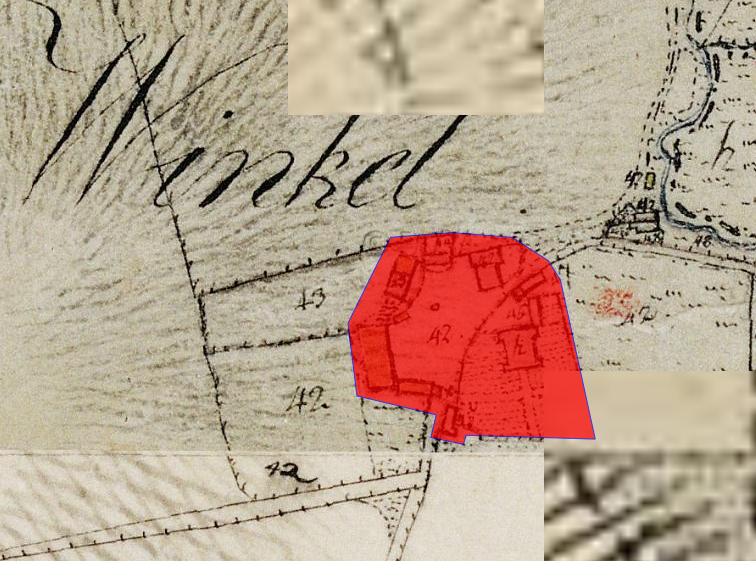
Lageplan von Schloss Winkl (Taufkirchen) auf dem Urkataster von Bayern

Das Schloss Winkl ist ein abgegangener Edelsitz in Winkl nördlich von Gebensbach, beides Ortsteile der Gemeinde Taufkirchen im Landkreis Erding von Oberbayern.
Winkl ist ein abgegangenes Schloss des späten Mittelalters bzw. der frühen Neuzeit; es wird als Bodendenkmal unter der Aktennummer D-1-7639-1033 mit der Bezeichnung „abgegangenes Schloss des späten Mittelalters und der frühen Neuzeit ("Sitz Winkl")“erfasst.

## Geschichte
Für die Hofmark und Schloss wird Octavian de Marichal, Kanzler zu Burghausen, zwischen 1734 und 1754 als Besitzer nachgewiesen, nach dessen Tod wird 1760 Valentin Hartinger als Verwalter genannt. Heute ist das Schlossareal modern überbaut.